# Neoporus
Neoporus är ett släkte av skalbaggar. Neoporus ingår i familjen dykare.

## Dottertaxa tillNeoporus, i alfabetisk ordning[1]
- Neoporus arizonicus
- Neoporus asidytus
- Neoporus aulicus
- Neoporus baelus
- Neoporus blanchardi
- Neoporus carolinus
- Neoporus cimicoides
- Neoporus clypealis
- Neoporus dilatatus
- Neoporus dimidiatus
- Neoporus dixianus
- Neoporus effeminatus
- Neoporus floridanus
- Neoporus gaudens
- Neoporus hebes
- Neoporus helocrinus
- Neoporus hybridus
- Neoporus latocavus
- Neoporus lecontei
- Neoporus lobatus
- Neoporus lynceus
- Neoporus mellitus
- Neoporus pratus
- Neoporus psammodytes
- Neoporus rheocrinus
- Neoporus semiflavus
- Neoporus shermani
- Neoporus spurius
- Neoporus striatopunctatus
- Neoporus sulcipennis
- Neoporus superioris
- Neoporus tennetum
- Neoporus tigrinus
- Neoporus undulatus
- Neoporus uniformis
- Neoporus venustus
- Neoporus vitiosus
- Neoporus vittatipennis
- Neoporus vittatus